# Vajnovszki Kázmér
Vajnovszki Kázmér (álneve: Vajk; Nagyvárad, 1928. február 11. – Bukarest, 2002. szeptember 21.) erdélyi magyar újságíró, lapszerkesztő.

## Életútja
Középiskoláit szülővárosában végezte; a bukaresti Pedagógiai Főiskolán szerzett tanári diplomát 1972-ben. Újságírói pályáját a nagyváradi Új Élet szerkesztőségében kezdte (1946–48). Publicisztikai munkássága Bukarestben teljesedett ki, ahol az Ifjúmunkás (1948–49, 1958–60), a Romániai Magyar Szó (1949–52) és az Előre (1956–58) belső munkatársa volt, az 1956-os magyar forradalom leverése után a lap Budapestre kiküldött tudósítója. 1961–70 között a Könyvtári Szemlét szerkesztette, majd 1970-től A Hét szerkesztőségében dolgozott nyugdíjazásáig (1991). Utolsó éveiben az Erdélyi Napló és a Krónika bukaresti tudósítója, valamint a bukaresti Ziua napilap rövid életű magyar kiadásának (A Nap) külső munkatársa volt.
Publicisztikai munkásságában elsődlegesen a riportot művelte, de közölt helyzetelemző beszámolót, tudósítást, társadalmi-politikai elemzést, interjút, kultúrtörténeti krónikát, külpolitikai kommentárt, jegyzetet. Több riportja jelent meg gyűjteményes kötetekben. Írásait román lapok is közölték.
Az Ifjúsági Kiadó, az Albatros és a Ion Creangă kiadók részére több ifjúsági és gyermekkönyvet fordított románból. Összeállításában jelent meg az 1970-es romániai árvizek hőseinek és áldozatainak emléket állító Árvízkönyv (Bukarest, 1970; románul és németül is), szerkesztésében a Jelzések (Bukarest, 1988) c. antológia.
Részben önállóan, részben Vallasek Gyulával fordításában jelentek meg Bihar, Fehér, Hunyad, Máramaros, Szeben megyék III. osztályos földrajz tankönyvei (Bukarest, 1971–74).

## Önálló riportkötetei
- Győz az élet (riportok, Bukarest, 1958);
- Egyedül? (riportok, Bukarest, 1973);
- Kísértő éjszaka. Riport a földrengésről. 1977. március 4. (Bukarest, 1978).

## Fordításai
- F. S. Marin: Madárregék (Bukarest, 1964);
- A. Popovici: Fiúkának fáj a foga (Bukarest, 1965);
- C. Anghelescu-Sămărgiţan: Fiam szíve (Bukarest, 1977);
- P. Costescu: Szemtől szembe (egyfelvonásos, in: 21 színjáték. Bukarest, 1978);
- C. Bursaci: Első könyv – utolsó könyv (Bukarest, 1980);
- H. Crişan: Burebista és kora (Pezderka Sándorral, Bukarest, 1985); *N. Neagu: Hol a hó, Télapó? (Bukarest, 1983);
- S. Patiţa: Elődök gyermekkora (Bukarest, 1985);
- P. Bojan: Forgatagban (emlékezések, Bukarest, 1988).